# Имението с лозите
Имението с лозите (на турски: Asmalı Konak) е турски драматичен сериал, излязъл на телевизионния екран през 2002 г.

## Сюжет
Семейство Карадаа са богата фамилия, която притежава много земи в Кападокия. Когато всичко върви добре наследникът на фамилията Сеймен научава, че баща му е убит. След тази трагедия Сеймен отива да учи в Ню Йорк. Две години по-късно случайно среща Бахар. Те се влюбват, но Сеймен трябва да се върне и да застане начело на фамилията. Тъй като много обича Бахар той отива отново до Ню Йорк и ѝ предлага да се оженят, тя приема. След сватбата се преместват да живеят във фамилната къща на семейство Карадаа – Имението с лозите. Там Бахар попада в един друг свят заобиколена от традициии много тайни, които малко по-малко ще се опита да разкрие.

## Актьорски състав
- Йозджан Дениз – Сеймен Карадаа
- Нургюл Йешилчай – Бахар Карадаа
- Селда Алкор – Сюмбюл Карадаа
- Мендерес Саманчълар – Бекир Кирве
- Ипек Тузчуоолу – Диджле
- Селда Йозер – Дилара Карадаа-Хамзаоолу
- Ейлем Йълдъз – Зейнеп Карадаа
- Деврим Салтоолу – Сейхан Карадаа
- Нихал Мензил – Фатма Йозтопрак
- Еге Айдан – Яман Бал
- Кенан Бал – Али Хамзаоолу
- Шериф Сезер – Кадер Хамзаоолу
- Яман Тарчан – Хайдар
- Бурак Алтай – Салих Йозтопрак
- Айсун Метинер – Лале Карадаа
- Ефсун Алпер – Айше Мелек
- Зейнеп Еронат – Пирайе
- Джанан Хошгьор – Гюл Юсал
- Мурат Онук – Джан Юсал
- Еркан Атбин – Мурат Юсал
- Гонджагюл Сунар – Хайрие Сойлу
- Метин Йълдъръм – Мехмет Сойлу/Мемо
- Йелиз Йоздемир – Асия
- Наз Темел – Зелиш/Зелиха Хамзаоолу
- Джан Кесичи – Ръза
- Йонджа Джевхер – Дуйгу Тархан
- Танер Барлас – Сюлейман
- Али Башар – Тамер Хамзаоолу
- Баръш Хайта – Хакан Хамзаоолу
- Али Ипин – Кемал
- Мелтем Савджъ – Кериман
- Арда Йозири – Халук
- Нежат Йогюнч – Орхан Окяй
- Евалина Парлак – Нанси
- Тюркан Калъч – Сузан
- Еджем Алтъндьокен – Менекше
- Хакан Ванлъ – Комисар Фърат

## В България
В България сериалът започва на 18 май 2013 г. по Диема Фемили и завършва на 21 септември. Повторен е отново през 2014. Ролите се озвучават от Ани Василева, Христина Ибришимова, Даниела Йорданова, Тодор Георгиев, Стефан Сърчаджиев-Съра и Емил Емилов.